# Sick Cycle Carousel
Sick Cycle Carousel – singiel amerykańskiego zespołu Lifehouse, drugi singiel z płyty No Name Face, promujący ten album, wydany w roku 2001. 

## Spis utworów
1. "Sick Cycle Carousel" (Edit) - 3:59
2. "Sick Cycle Carousel" (LP Version) - 4:21